# Ціватий Вячеслав Григорович
Вячеслав Григорович Ціватий (22 серпня 1966, Нікополь) — український науковець та дипломат. Кандидат історичних наук, доцент. Ректор Дипломатичної академії України, 1-й проректор (з 2004); заступник головного редактора журналу «Науковий вісник Дипломатичної академії України». Заслужений працівник освіти України (2011). Дійсний член (академік) Української академії геополітики та геостратегії (2024).

## Життєпис
Народився 22 серпня 1966 року в місті Нікополь, Дніпропетровська область. У 1991 році закінчив Запорізький державний університет, історичний факультет та у 1994 році юридичний факультет.
З 1991 року працював асистентом кафедри загальної історії Запорізького державного університету.
У 1991—1994 — заступник декана історичного факультету Запорізького державного університету з культурно-виховної та організаційної роботи.
З 1997 року — доцент катедри зовнішньої політики та міжнародного права Дипломатичної академії України; Професор кафедри дипломатичної та консульської служби;
У 1998—2001 рр. — вчений секретар Дипломатичної академії України
У 2001—2004 рр. — проректор з навчальної роботи Дипломатичної академії України при МЗС України.
У 2012—2017 рр. — ректор Дипломатичної академії України при МЗС України.
З 2017 року — доцент кафедри світового українства, заступник декана з науково-педагогічної та навчальної роботи Київського національного університету імені Тараса Шевченка. Працює в Інституті всесвітньої історії НАН України.

## Автор наукових праць
- Ціватий В. Г. Грузія як міжнародний гравець (міжнародний актор) у Чорноморському регіоні: історико-інституціональний і ретроспективний аспекти // Україна і Грузія у міжнародних відносинах: історія та спільні виклики сучасності. До століття встановлення дипломатичних відносин: Збірка наук. праць / За ред. І. Б. Матяш. К.: Інститут історії НАН України, 2018. С. 161—175;
- Ціватий В. Інституціоналізація української державної та дипломатичної служби в період національного піднесення (1917—1920): політико-дипломатичний і зовнішньополітичний дискурси // Вісник Київського національного університету імені Тараса Шевченка. К., 2018. Вип. 137. Серія «Історія». С. 46-52; Tsivatyi V. G. National Security as a Component of Global Security: Lessons from Ukraine's Crises // Eastern Europe Regional Studies. 2017. № 2 (4). P. 53–62;
- Ціватий В. Г. Міжнародні відносини та зовнішня політика: системна історія 1914—2014 років: Навч. посібник / Гриф МОН України / С. В. Пронь, Т. М. Пронь, В. Г. Ціватий. 2-ге вид., доп. і перероб. Київ-Миколаїв: «Іліон», 2014;
- Ціватий В. Г. Дипломатія та дипломатична служба Фінляндії в умовах нових викликів і загроз поліцентричного світу: історичні традиції, інституціоналізація, модель, національні особливості (досвід для України // Етнічна історія народів Європи: Збірник наукових праць. — Випуск 55. — К., 2018. — С. 122—129;
- Ціватий В. Г. Джеффрі Чосер (1340—1400) — дипломат, політик, поет (у інституціональних витоків англійської зовнішньої політики і дипломатії) // Актуальні проблеми вітчизняної та всесвітньої історії: Рівненський державний гуманітарний університет. Збірник наукових праць. — Випуск 29. — Рівне, 2018. — С. 107—113;
- Ціватий В. Г. Турецька Республіка та її модель дипломатії ХХІ століття: інтродуктивний вимір // Науковий вісник Дипломатичної академії України. — К., 2017. — Вип. 24. — Ч. І. — Серія «Історичні науки». — C. 67-75;
- Циватый В. Г. Внешняя политика и европейская Реформация начала раннего Нового времени: институциональный диалог взаимовлияния в Западной цивилизации (политико-дипломатический и протестный контексты) // Диалог двух культур Востока и Запада через призму единства и многообразия: древний мир, средневековье, новое и новейшее время: сборник научных статей — Алматы, 2018. — С. 284—294;
- Циватый В. Г. Образ, личность и реноме французского дипломата в теории и практике дипломатии: от раннего Нового времени до современности (историческая ретроспектива) // Актуальные проблемы международных отношений и дипломатии (1918 г. — начало XXI века): сб. научн. трудов. — Витебск: ВГУ имени П. М. Машерова, 2018. — С. 16-20;
- Ціватий В. Г. Європейська зовнішня політика доби раннього Нового і Нового часу: проблеми інституціоналізації (теоретико-методологічний аспект) // Науковий вісник Дипломатичної академії України. — К., 2000. — Вип. 4. — С. 268—274;
- Циватый В. Г. Институционализация дипломатической службы европейских государств на рубеже Средневековья и раннего Нового времени: теоретико-методологический аспект // Codrul Cosminului. — 2012. — T. XVIII. — No. 2. — P. 287—294. (Румыния).

## Нагороди та відзнаки
- Заслужений працівник освіти України (2011)
- Почесна грамота МЗС України (2002 р.);
- Почесна грамота Київського міського голови та цінний подарунок (2006 р.);
- Нагрудний знак «Почесна відзнака Міністерства закордонних справ України» ІІІ ступеня (2008 р.).